# شدت روشنایی
در نورسنجی، شدت روشنایی، روشنایی 
یا چگالی شار نوری

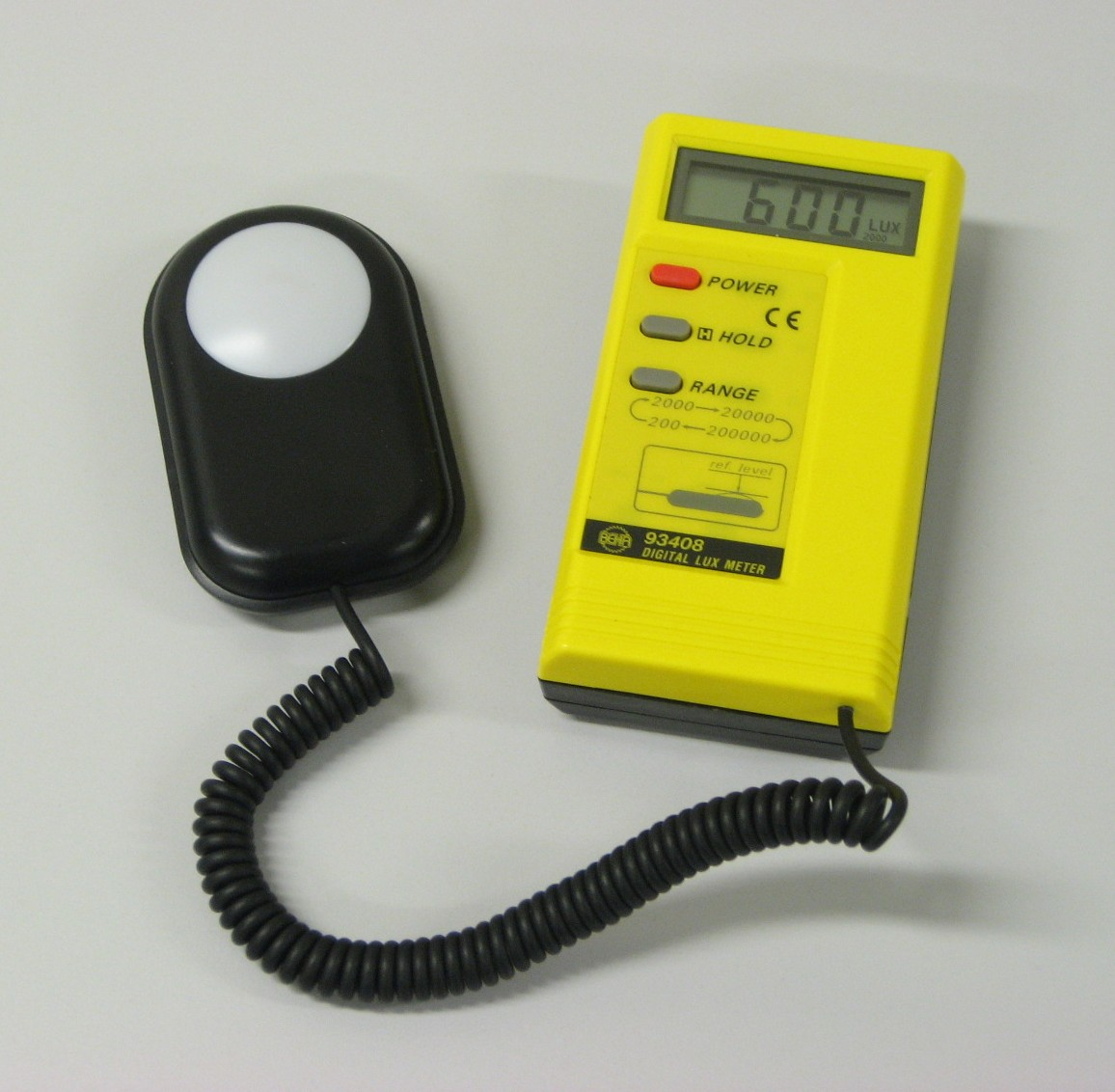
یک لوکس‌متر برای اندازه‌گیری روشنایی در محیط‌های کاری.

به شار نوری تابیده‌شده بر واحد مساحت گفته‌می‌شود. روشنایی معیاری است برای سنجش همبستگی شدت نوری (طول موجهای وزن‌داده‌شده بر پایهٔ تابع درخشندگی) که می‌تابد و درک انسان از روشنایی. به‌طور مشابه گسیل نوری به شار نوری گسیل‌یافته از واحد سطح گفته می‌شود.

## یکاها
در یکاهای فرعی اس‌آی، یکای روشنایی لوکس (lx) یا لومن بر متر مربع (cd·sr·m−۲) است.
در دستگاه واحدهای سانتیمتر-گرم-ثانیه، یکای روشنایی فُت (به انگلیسی: phot) است که معادل است با ۱۰٬۰۰۰ لوکس.
یکای پا-شمع یک یکای غیرمتریک روشنایی است که در عکاسی استفاده می‌شود.
روشنایی پیش‌تر اغلب با نام درخشش∗ شناخته می‌شد اما این امر موجب ایجاد سردرگمی در بین دیگر معانی درخشش می‌گردید. از این رو نباید از درخشش برای تشریح کمّی استفاده کرد، بلکه تنها بری ارجاع‌های کیفی به احساسات کاراندام‌شناختی و درک نور به کار می‌رود.
| انرژی نورانی                                | Qv | لومن ثانیه         | lm⋅s     | T⋅J          | در انگلیسی گاهی به یکاها تالبوت می‌گویند                  |
| شار نوری                                    | Φv | لومن (= cd⋅sr)     | lm       | J            | توان نوری هم می‌گویند                                     |
| شدت نور                                     | Iv | کاندلا (= lm/sr)   | cd       | J            | یکی از یکاهای اصلی اس‌آی، شار نوری در هر زاویهٔ فضایی واحد |
| درخشندگی                                    | Lv | کاندلا بر متر مربع | cd/m2    | L−2⋅J        | به این یکا «نیت» هم می‌گویند                              |
| شدت روشنایی                                 | Ev | لوکس (= lm/m2)     | lx       | L−2⋅J        | برای نور تابیده‌شده بر یک سطح استفاده می‌شود               |
| گسیل نوری                                   | Mv | لوکس (= lm/m2)     | lx       | L−2⋅J        | برای نور تابیده‌شده از یک سطح استفاده می‌شود               |
| نوردهی                                      | Hv | لوکس ثانیه         | lx⋅s     | L−2⋅T⋅J      |                                                          |
| چگالی انرژی نورانی                          | ωv | لومن ثانیه بر متر۳ | lm⋅s⋅m−3 | L−3⋅T⋅J      |                                                          |
| اثرگذاری نوری                               | η  | لومن بر وات        | lm/W     | M−1⋅L−2⋅T3⋅J | نسبت شار نوری به شار تابشی                               |
| بازده نوری                                  | V  |                    |          | 1            | ضریب نوری نیز گفته می‌شود                                 |
| جستارهای وابسته: اس‌آی · نورسنجی · رادیومتری |    |                    |          |              |                                                          |

1. ↑  موسسه استاندارد توصیه می‌کند کمیت‌های نورسنجی با یک "v" (مخفف "visual" یعنی دیداری) مشخص شوند تا از اشتباه‌شدن با کمیت‌های رادیومتری یا فوتون جلوگیری شود.
2. 1 2 3  گاهی نمادهای جایگزین هم بکار می‌رود: W برای انرژی نورانی، P یا F برای شار نوری، و ρ یا K اثرگذاری نوری.
3. ↑  "J" نماد توصیه‌شده برای روشنایی در دستگاه بین‌المللی یکاها است.

## کاربرد در محاسبات روشنایی

محاسبهٔ شدت روشنایی حاصل از یک چشمهٔ نور نقطه‌ای:

در محاسبات روشنایی، با توجه به کاربرد محیط، شدت روشنایی مشخصی برای آن در نظر می‌گیرند و از منابع نوری استفاده می‌:کنند که این شدت روشنایی را برآورده سازد. برای این منظور جداولی وجود دارند که بر پایهٔ استانداردهای به کار گرفته‌شده در طراحی محیط متفاوتند. استانداردهای روشنایی در ایران در استاندارد ۱۹۳۷ مؤسسهٔ استانداردها و تحقیقات، نشریهٔ ۱۱۰ و کتاب مبحث سیزده مقررات ملی ساختمان بیان شده‌است.
| محل                                                | استاندارد کمیته ملی روشنایی ایران | استاندارد کمیته ملی روشنایی ایران | استاندارد جامعه مهندسان روشنایی آمریکا |
| محل                                                | کمینه                             | پیشنهادی                          | استاندارد جامعه مهندسان روشنایی آمریکا |
| محل‌های مسکونی                                      | محل‌های مسکونی                     | محل‌های مسکونی                     | محل‌های مسکونی                          |
| -------------------------------------------------- | --------------------------------- | --------------------------------- | -------------------------------------- |
| اتاق نشیمن و پذیرایی                               | ۷۰                                | ۲۰۰                               | ۱۶۰                                    |
| اتاق مطالعه (نوشتن و خواندن کتاب و مجله و روزنامه) | ۱۵۰                               | ۵۰۰                               | ۳۲۰                                    |
| آشپزخانه (ظرفشویی، اجاق و میز کار)                 | ۱۰۰                               | ۲۰۰                               | ۵۴۰                                    |
| روشنایی عمومی اتاق خواب                            | ۵۰                                | ۱۰۰                               |                                        |
| روشنایی عمومی حمام                                 | ۵۰                                | ۱۰۰                               |                                        |
| آئینهٔ حمام (برای اصلاح صورت)                       | ۲۰۰                               | ۵۰۰                               |                                        |
| پله‌کان                                             | ۱۰۰                               | ۱۵۰                               |                                        |
| راهرو، سرسرا و آسانسور                             | ۵۰                                | ۱۵۰                               |                                        |
| دفاتر و محل‌های اداری                               |                                   |                                   |                                        |
| تمام کارهای عمومی                                  | ۲۰۰                               | ۵۰۰                               | ۱۶۰۰                                   |
| ماشین‌نویسی و محل دیکته‌کردن                         | ۳۰۰                               | ۶۰۰                               | ۷۵۰                                    |
| حسابداری و ماشین‌های حساب و اندیکاتورنویسی          | ۳۰۰                               | ۶۰۰                               | ۱۶۰۰                                   |
| بایگانی                                            | ۱۰۰                               | ۳۰۰                               | ۷۵۰                                    |
| اتاق نقشه‌کشی                                       | ۵۰۰                               | ۱۰۰۰                              | ۱۹۰۰                                   |
| اتاق کنفرانس                                       | ۲۰۰                               | ۵۰۰                               | ۱۱۰۰                                   |
| اتاق انتظار و اطلاعات                              | ۱۰۰                               | ۵۰۰                               |                                        |
| پلکان                                              | ۱۰۰                               | ۱۵۰                               |                                        |

1. ↑  باید توجه داشت که این استانداردها محدود به این جدول نمی‌شوند و بسیاری از محیط‌های دیگر مانند، کتابخانه‌ها، مدارس، درمانگاه، بیمارستان، کارخانه کنسروسازی، کارخانهٔ شکلات و آبنبات سازی، نوشابه‌سازی، شیشه‌سازی، نساجی، صنایع شیمیایی، کارگاه‌های مونتاژ، ورقکاری، جوشکاری، لحیم‌کاری، دباغی، سراجی، نجاری، کفاشی و… را نیز شامل می‌شوند.